# Johann Christian Rosenmüller
Johann Christian Rosenmüller fue un cirujano y anatomista de la universidad de Leipzig, nacido en el año 1771 y fallecido en el año 1820.
Johann enseñó anatomía y cirugía en la Universidad de Leipzig, Sajonia (Alemania) y escribió muchos artículos insertos en las revistas científicas, publicando entre otros los siguientes:
- Organorum lacrymalium..., Leipsick, 1797

- De osibus fossilibus..., Leipsick, 1794

- Handbuch der Anatomie..., Leipzig, Köhler, 1840

- Compendium anatomicum,..., Lipsiae, 1816